# Via Televisión
VIA Televisión fue una cadena de televisión local gallega que emitía en la provincia de Pontevedra, España. Su programación se basaba en la emisión de informativos y magazines de carácter local dentro de una amplia variedad temática. La cadena pertenecía al grupo de comunicación vigués VíaRTV, junto con Vía Radio.
A partir de marzo del 2012, Vía Televisión se convertiría en la segunda cadena local de Galicia en emitir en 16:9. En julio de ese mismo año, concretamente los días 4, 5, 6 y 7 de julio, Vía Televisión emitiría por primera vez sus programas de prime time en directo desde Marín gracias a su unidad móvil.
El canal de televisión consiguió en el concurso gallego de TDT local de 2014 posicionarse como televisión local de referencia en otras 10 comarcas donde obtuvo licencias de emisión, además de en Pontevedra, Vigo y Puenteareas.
Durante sus últimos años, la televisión emitía un único programa llamado "Via Clips" en el que se emitían videoclips 24 horas al día todos los días del año. Realizaban un intermedio cada cierto tiempo en el que emitían escasa publicidad. Vía Televisión contaba también en aquel momento con una versión en HD, aunque su calidad no alcanzaba el SD.

## Programas finalizados
- Vía clips o Vía clips en concierto, programa en el que emiten videoclips. Vía Espacio Electoral
- Entrevistas Vía
- Echándole un Ojo
- Como el Perro y el Gato.
- Viaxa polos nosos entornos
- Bailemos!
- Orquestra Paixón
- Los Martes de García y Cia , magacín de entrevistas y música presentado por Beni García.

- Vía Novas, Informativo diario con Silvia Rueda
- Vía Deporte, presentado por Andrés Rivas analiza la actualidad deportiva de la provincia.
- A tu Salud
- Metrópoli
- El Debate
- Vía Libre, magacine cultural y de entrevistas que cubre la realidad cultural gallega.
- A toda Salsa, presentado por José Costas. Magacín musical donde la verbena gallega y sus principales orquestas están presentes.
- Vía Semanal
- Vía Cine, programa que analiza la actualidad cinematográfica.
- En ruta con Vía
- Festeiros
- Gz Música Clips
- Vía Gol, programa de debate deportivo.
- De tú a tú, programa semanal de entrevistas.

## Programas Especiales
- Especial Mar Marin 2013 (1.º gran Emisión en directo desde unidad móvil)
- Festa dos Callos Salceda
- Festa da Anunciada Baiona
- Via Anual
- Especial Fin de ano 2011

## Ubicación

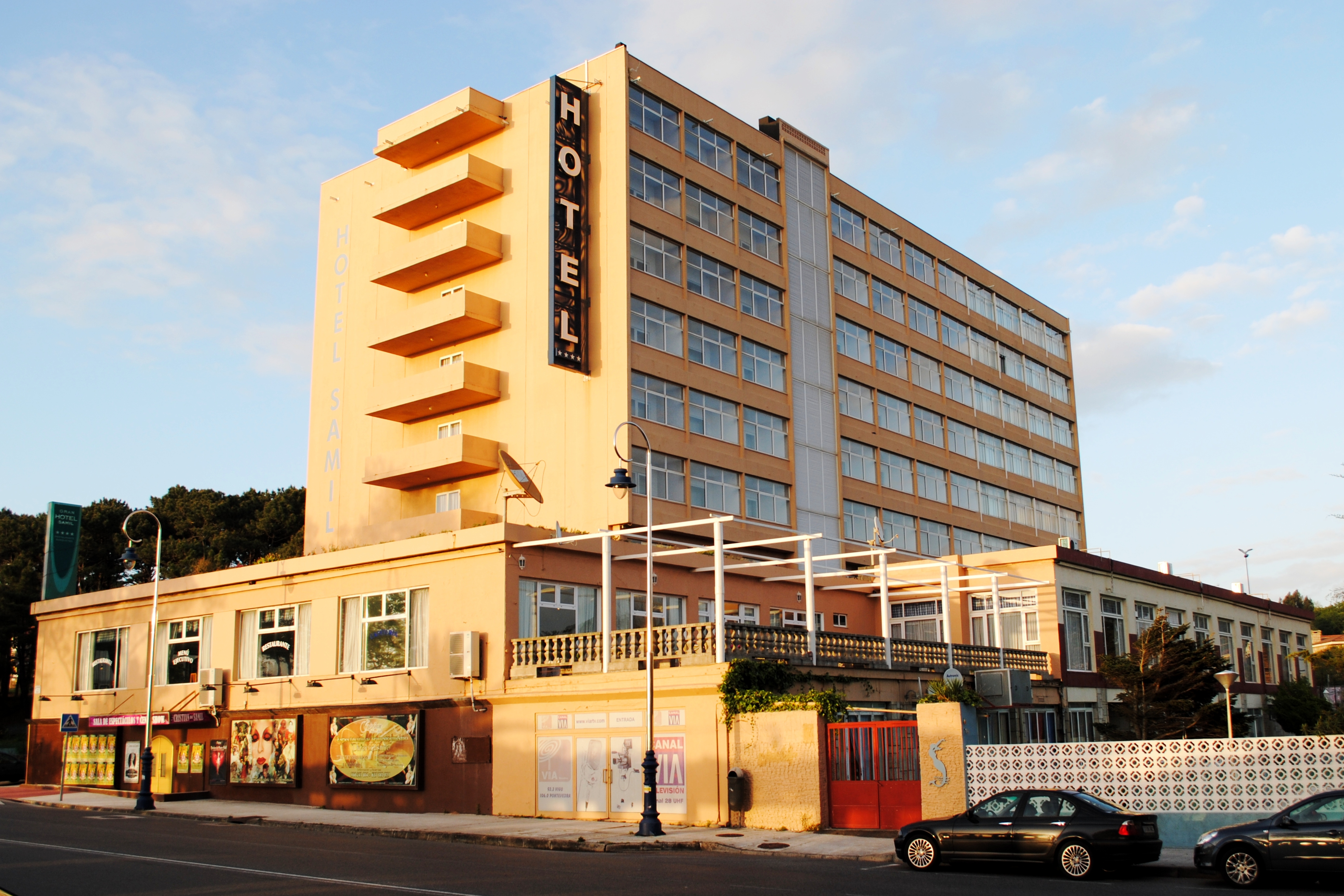
Sede de Viartv

Los estudios y oficinas de Vía Televisión se encontraban en la Avenida de Samil 15 en Vigo, en el bajo del antiguo Gran Hotel Samil. Posteriormente, fueron trasladados a la ciudad de Pontevedra.

## Eslóganes
- Somos Diferentes
- Tu Televisión más cercana

## Sintonización
Vía Televisión se podía sintonizar a través del canal 35 de la TDT en la demarcación de Puenteareas con la correspondiente licencia de la Junta de Galicia, además de otras frecuencias en la provincia de Pontevedra. 

## Enlaces
- Página web oficial del grupo VíaRTV Archivado el 15 de julio de 2017 en Wayback Machine.
- Blog del grupo VíaRTV
- Canal de YouTube Oficial